# بالامحله گیلده
بالامحله گیلده، روستایی از توابع بخش کیاشهر شهرستان آستانه اشرفیه در استان گیلان ایران است.

## جمعیت
این روستا در دهستان دهکا قرار دارد و براساس سرشماری مرکز آمار ایران در سال ۱۳۸۵، جمعیت آن ۴۲۵ نفر (۱۴۱خانوار) بوده‌است.